# Gređani (żupania brodzko-posawska)
Gređani – wieś w Chorwacji, w żupanii brodzko-posawskiej, w gminie Stara Gradiška. W 2011 roku liczyła 173 mieszkańców.